# أياكس أمستردام موسم 2014–15
كان موسم 2014–15 هو الموسم الـ115 لنادي أياكس والموسم الـ59 على التوالي للنادي في الدوري الهولندي، شارك نادي أياكس في الدوري الهولندي الممتاز، وكأس هولندا، ودوري أبطال أوروبا، والدوري الأوروبي. تم إجراء التدريب الأول يوم الثلاثاء الموافق 24 يونيو 2014. أقيم اليوم المفتوح التقليدي لنادي أياكس أمستردام لكرة القدم في 3 أغسطس 2014.